# Uaiuara zungarococha
Espèce
Uaiuara zungarococha est une espèce d'araignées aranéomorphes de la famille des Sparassidae.

## Distribution
Cette espèce est endémique de la région de Loreto au Pérou,. Elle se rencontre vers San Juan Bautista.

## Description
La femelle holotype mesure 4,0 mm, les femelles mesurent de 4,0 à 4,8 mm.

## Systématique et taxinomie
Cette espèce a été décrite par Rheims en 2024.

## Étymologie
Son nom d'espèce lui a été donné en référence au lieu de sa découverte, Zungarococha.

## Publication originale
- Rheims, 2024 : « An update on the huntsman spider genus Uaiuara Rheims, 2013 (Araneae, Sparassidae, Sparianthinae). » Zootaxa, no 5410(4), p. 545-556.